# Aslanapa
Aslanapa là một huyện thuộc tỉnh Kütahya, Thổ Nhĩ Kỳ. Huyện có diện tích 781 km² và dân số thời điểm năm 2007 là 12051 người, mật độ 15 người/km².